# Championnat d'Égypte de football 2008-2009
Navigation
Saison précédente Saison suivante
La saison 2008-2009 du Championnat d'Égypte de football est la 52e édition du championnat de première division égyptien. Seize clubs égyptiens prennent part au championnat organisé par la fédération. Les équipes sont regroupées au sein d'une poule unique où elles rencontrent leurs adversaires deux fois, à domicile et à l'extérieur. À l'issue du championnat, les trois derniers du classement sont relégués et remplacés par les trois meilleures équipes de D2.
C'est le club d'Al Ahly SC, quadruple tenant du titre, qui remporte à nouveau la compétition, après avoir battu lors du match pour le titre le club d'Ismaily SC, les deux formations ayant terminé à égalité en tête du classement. Le Petrojet Football Club complète le podium à 12 points du duo de tête. C'est le 34e titre de champion d'Égypte de l'histoire du club.

## Les clubs participants
| - Al Ahly SC - Zamalek SC - Ittihad Alexandrie - Ismaily SC - Telecom Egypt - Assiout Petroleum - Promu de D2 - ENPPI Club - Petrojet Football Club | - Tala'ea El Geish - Ittihad Al Shorta - Promu de D2 - Al Olympi - Promu de D2 - Al-Moqaouloun - Al-Masry Club - Ghazl El Mahallah - Haras El Hodood - Tersana SC |

## Compétition

### Classement
Le classement est établi sur le barème de points classique (victoire à 3 points, match nul à 1, défaite à 0).
| Rang | Équipe                 | Pts | J  | G  | N  | P  | Bp | Bc | Diff |
| ---- | ---------------------- | --- | -- | -- | -- | -- | -- | -- | ---- |
| 1    | Al Ahly SC T           | 63  | 30 | 18 | 9  | 3  | 52 | 25 | +27  |
| 2    | Ismaily SC             | 63  | 30 | 20 | 3  | 7  | 52 | 31 | +21  |
| 3    | Petrojet Football Club | 51  | 30 | 13 | 12 | 5  | 47 | 38 | +9   |
| 4    | Haras El Hodood C      | 50  | 30 | 14 | 8  | 8  | 34 | 22 | +12  |
| 5    | ENPPI Club             | 49  | 30 | 13 | 10 | 7  | 49 | 39 | +10  |
| 6    | Zamalek SC             | 42  | 30 | 11 | 9  | 10 | 34 | 29 | +5   |
| 7    | Tala'ea El Geish       | 38  | 30 | 10 | 8  | 12 | 40 | 50 | -10  |
| 8    | Al-Masry Club          | 37  | 30 | 9  | 10 | 11 | 36 | 34 | +2   |
| 9    | Ittihad Al Shorta P    | 37  | 30 | 9  | 10 | 11 | 28 | 29 | -1   |
| 10   | Al-Moqaouloun          | 37  | 30 | 8  | 13 | 9  | 35 | 37 | -2   |
| 11   | Ittihad Alexandrie     | 37  | 30 | 10 | 7  | 13 | 29 | 35 | -6   |
| 12   | Ghazl El Mahallah      | 33  | 30 | 8  | 9  | 13 | 20 | 26 | -6   |
| 13   | Assiout Petroleum P    | 33  | 30 | 9  | 6  | 15 | 25 | 39 | -14  |
| 14   | Telecom Egypt          | 32  | 30 | 7  | 11 | 12 | 43 | 46 | -3   |
| 15   | Tersana SC             | 24  | 30 | 5  | 9  | 16 | 28 | 45 | -17  |
| 16   | Al Olympi P            | 24  | 30 | 6  | 7  | 17 | 30 | 57 | -27  |

| Légende : Qualifications et relégations | Légende : Qualifications et relégations                                        |
| --------------------------------------- | ------------------------------------------------------------------------------ |
|                                         | Qualification pour la finale pour le titre et pour la Ligue des champions 2010 |
|                                         | Qualification pour la Coupe de la confédération 2010                           |
|                                         | Relégation directe en deuxième division                                        |
|                                         | T : Tenant du titre C : Vainqueur de la Coupe d'Égypte P : Promu de D2         |

### Matchs

#### Match pour le titre
| Équipe 1   | Résultat | Équipe 2   |
| ---------- | -------- | ---------- |
| Al Ahly SC | 1 - 0    | Ismaily SC |

## Bilan de la saison
| Championnat d'Égypte de football 2008-2009 |                            |
| Champion                                   | Al Ahly SC (34e titre)     |
| Coupes et trophées                         |                            |
| Vainqueur de la Coupe d'Égypte 2008-2009   | Haras El Hodood            |
| Vainqueur de la Supercoupe d'Égypte        | Al Ahly SC                 |
| Qualifications continentales               |                            |
| Ligue des champions 2010                   | Al Ahly SC                 |
| Ligue des champions 2010                   | Ismaily SC                 |
| Coupe de la confédération 2010             | Petrojet Football Club     |
| Coupe de la confédération 2010             | Haras El Hodood            |
| Promotions et relégations                  |                            |
| Promus en Egyptian Premier League          | El Gouna FC                |
| Promus en Egyptian Premier League          | Al Entag Al Harby          |
| Promus en Egyptian Premier League          | Al Mansourah Sporting Club |
| Relégués en Egyptian Second League         | Telecom Egypt              |
| Relégués en Egyptian Second League         | Tersana SC                 |
| Relégués en Egyptian Second League         | Al Olympi                  |